# Arthur LeBlanc
Arthur Joseph LeBlanc (nascido em 1943) é um político canadense, que foi o 33.º tenente-governador da província canadense de Nova Escócia (2017-2024).